# MSX (初代規格)
MSX（エム・エス・エックス）とはMSX規格の一つで、1983年に発表された。
一連のMSX規格のうち、最初に制定された物である。後にMSX2などの後継規格が登場したが、それらの総称も「MSX」と呼ばれており混乱の原因になる場合もある。便宜上、後に発表された上位互換のものと区別するために「MSX1」（エムエスエックス・ワン）とも呼ばれる。
その価格帯などから、低価格帯のパーソナルコンピュータ以外にゲーム機とも競合した。しかし画面表示では専用の回路によりゲームに特化した設計であるファミコンや同時期の他のパソコンに見劣りし、特にファミコンには普及台数で大きく水をあけられることになった。これを受けて次のMSX2が開発されることになる。

## 特徴
価格や規格で定義された仕様により結果的に商品としては低価格帯で性能が低いものが多かった。性能が見えやすい表示周りは、VDPの制限、性能に依存しており、テキスト表示を基準にビットマップグラフィックを疑似的に実現している設計になっている。BASICが提供するような図形の表示とその塗りつぶしという当時のグラフィックの実現には不向きな構造であり、色化けなどの状況が発生するとともに解像度や特殊性はソフトウェア移植の壁にもなった。
提供されるソフトウェアも動作対象が多くなるよう低めの仕様に合わせたものが多く作られたことも、前述の専用機に見劣りした一因である。
初代規格の時点で、MSX規格の記事にあるような1MiB弱のアドレス空間と拡張性の基礎となるスロットの仕組みを備えている。他の機種のシステムサブルーチンやマシン語モニタ等と比較しても、その規格に定義されたハードウェアには不釣り合いとも言えるような機能や精度を持ったBIOSも整備されている。そのため、高くはないハードウェア性能に比して、世間のイメージよりも規模が大きく高機能なシステムが構成されていた。
共通規格であるため、メーカー各社は内蔵されたプログラムや内包する機器、デザイン、価格などの構成によって他社や他製品との差別化を図っていた。そのため、各社から個性的なハードウェアが市場に出回る形となった。
MSX1の以下の特徴は、日本である程度普及する一因となった。
- 当時の一般的なパソコン（日本電気 PC-8800シリーズなど）と比べ、遥かに安価にシステムを構築・使用できる。
  - 機種によっては、低価格帯で競合する同社のPC-6000シリーズ（本体価格84,800円〜89,800円）よりも安価。
- 一般的な家庭用テレビやカセットデッキなど民生機器を流用、接続することによって、専用のハードウェアを必要とするシステムと比較し、安価にシステムを構築できる。また、テレビに映せる信号を使用するため、民生機器への映像の録画も容易である。
- ソフトウェアがカートリッジでも供給され、差し込んで電源を入れるだけですぐに使用できる。

## 主な仕様
カタログスペックではCPUやVDPが同じであることから、ソードM5やセガSC-3000に似ているが、ソフトウェア的な互換性は無い。
CPU
ザイログ社 Z80A相当品（クロック周波数3.579545MHz、割り込みはモード1）
ROM
32KB（キロバイト） BIOS、MSX-BASIC
メインメモリ（RAM）
8〜64KB（キロバイト）
画面制御（VDP）
テキサス・インスツルメンツ社 TMS9918相当品、VRAM16KB（キロバイト）
画面モード
SCREEN0：テキスト40×24文字（1文字6×8ピクセル） 文字・背景とも固定16色（15色＋透明、以下同様）中1色 スプライト使用不可
SCREEN1：テキスト32×24文字（1文字8×8ピクセル） 文字・背景・周辺とも固定16色中1色 単色スプライト使用可能
SCREEN2：グラフィック256×192ピクセル 固定16色（横8ドット内2色まで） 単色スプライト使用可能
SCREEN3：グラフィック64×48ピクセル 固定16色 単色スプライト使用可能
SCREEN0以外のモードでは、手前側から、スプライト画面、背景画面、周辺画面を有する。なお、SCREEN0のみは背景画面のみである。周辺以外の画面で透明を指定すると奥のレイヤーの色になり、周辺色に指定すると黒になる。SCREEN 1:COLOR 15,4,4とSCREEN 1:COLOR 15,0,4の見た目は同じになる。周辺画面は全体の色指定のみが可能。
サウンド
ゼネラル・インスツルメンツ社 PSG（AY-3-8910）。又は YAMAHA の YM2149。
PPI（周辺機器インターフェース）
8255相当品
PSGはジョイスティック端子の汎用I/O機能、PPIは1ビットサウンドポートの役割を兼ねる。
拡張スロット
最低1個

## 参入メーカーと発売した主な機種

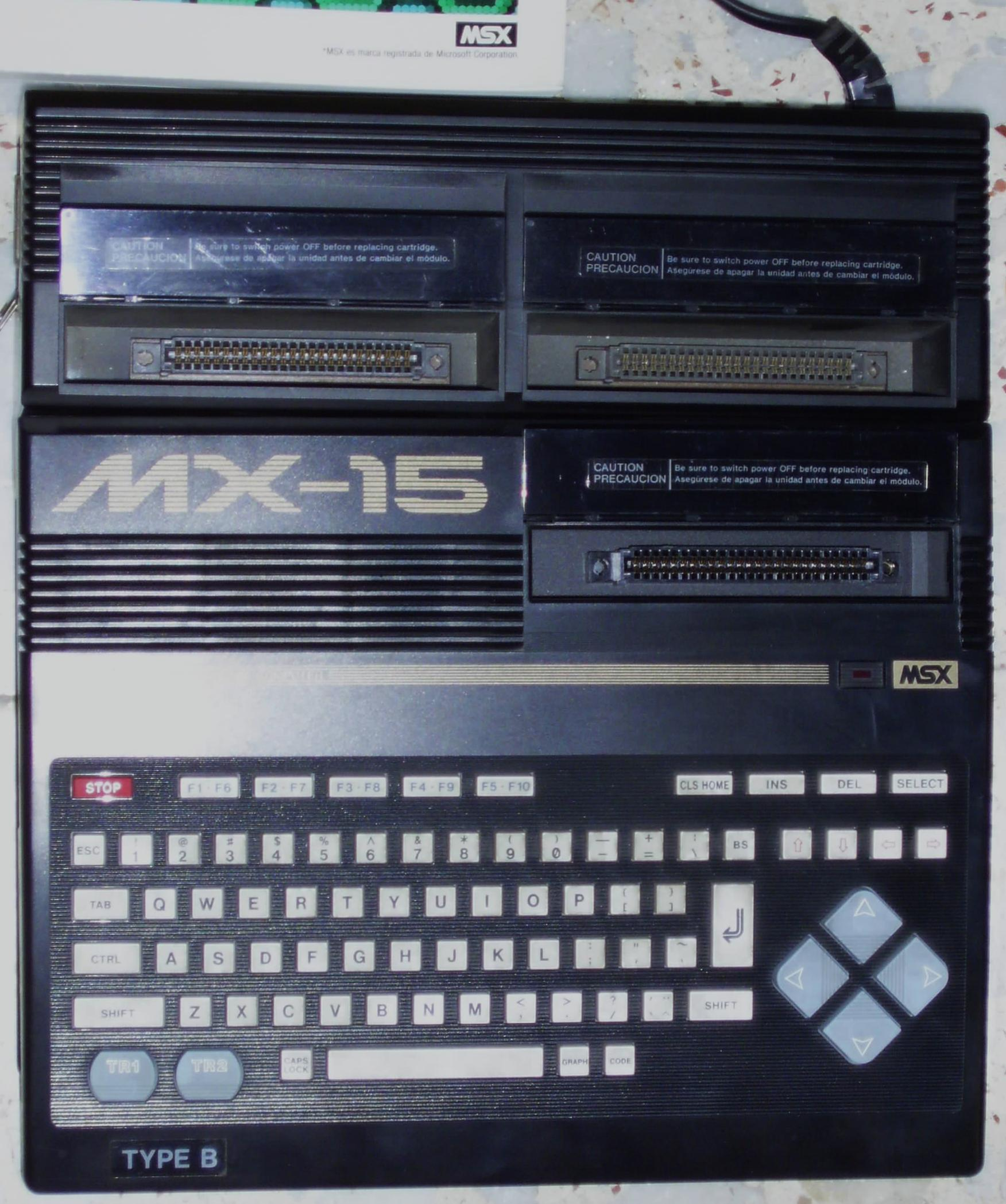
カシオMX-15

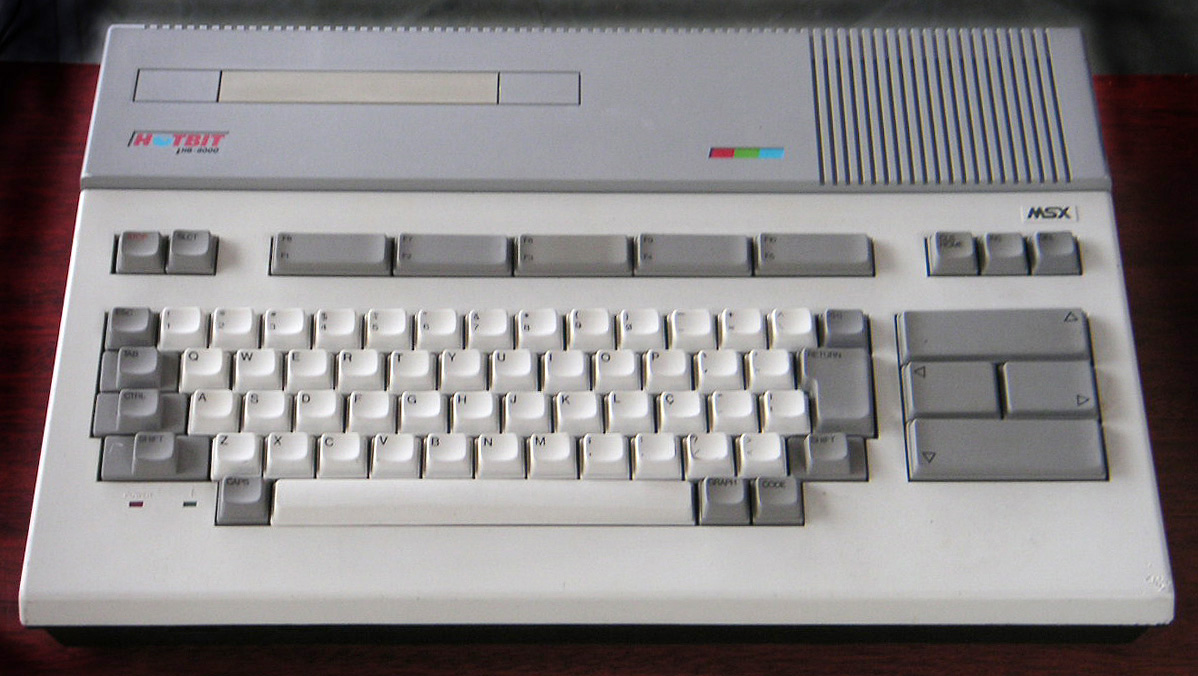
シャープHOTBIT (ブラジル)

- カシオ計算機 - PV-7、PV-16、MX-10、MX-15、MX-101
  - MSX最後発メーカーながら低価格で勝負した。MSXとしては最もゲーム機寄りとされ、全ての機種の本体に1プレイヤー用のゲームパッドが一体化されていた。
- キヤノン - ベガ：V-8、V-10、V-20
  - シンプルでまとまりの良い筐体デザインが専門誌で評価され、広告でも「ハンサムMSX」を謳い文句にしていた。
- 三洋電機 - WAVY MPC-3、MPC-10、MPC-11
  - WAVYは「MSXはマイコンの第3の波になる」という思いから名付けられた。MPC-10と11はライトペン標準装備。11は加えて、スーパーインポーズ機能・2階調ビデオデジタイズ機能を搭載。
- 三洋電機特機 - PHC-27、PHC-30、PHC-30N、PHC-33
  - 三洋電機特機は、MSX以前からパソコンを製造・販売していた三洋電機のグループ会社。仕様や筐体デザインはWAVYシリーズとは全く異なる。データレコーダーを標準搭載（音声出力はモノラル）。月刊アスキー等の総合誌では記事・広告が載っていたが、MSX専門誌ではほとんど取り上げられなかった。
- ソニー - HiTBiT HB-55、HB-75、HB-101、HB-201、HB-701、HB-701FD、HB-10、HB-11
  - MSX内でトップシェアだったと言われる。
- 東芝 - パソピアIQシリーズ
  - HX-20系はワープロソフト内蔵だった。
- 日本ビクター - HCシリーズ
  - オプションでVHDプレイヤーと接続可能。ヤマハ製MSXと同じくミツミ電機から部品提供を受けて作られ、筐体デザインに多くの共通点が見られる。ただし、最初の機種はヤマハ機と同じスロットコネクタがあったが、後続機種では背面の増設用端子が無くなっている。
- パイオニア - Palcom PX-7、PX-V60
  - レーザーディスクプレイヤーと、プリンターポートを通して接続可能で、プレイヤー制御用の拡張BASIC P-BASIC搭載。MSX1では珍しいキーボード分離型。スーパーインポーズ機能対応、音声出力はステレオ[2]。
- 日立製作所 - MB-H1、MB-H1E、MB-H2、MB-H50
  - MB-H1、MB-H1E、MB-H2はキャリングハンドル付き。持ち運びを想定していたようだが、3kg以上あり、他の機種と比較しても決して軽くはない。
  - MB-H1はLPジャケットサイズで、電源部の取り外しが可能。初期型と後期型ではカーソルキーの配置が異なる。MSXには珍しく、マシン語モニタを内蔵している[3]。MSXカートリッジスロット数は2基(本体右上)[4]。
  - MB-H2はカセットデッキ搭載（音声出力はステレオ）、拡張BASICから再生・停止・巻き戻し・早送り等の操作が可能。MB-H50は1986年に発売。セパレートキーボードとなっている。後に実業家・著作家・投資家・タレントである堀江貴文は初めて入手したのは日立のMB-H2だったと述べている[5]。
- 富士通 - FM-X
  - FM-7を接続し、増設RAMとして使用可能。また、FM-7側でもFM-XをZ80ボード代わりに出来る。
- ゼネラル（現富士通ゼネラル） - PAXON（パクソン）PCT-50、PCT-55
  - MSX内蔵テレビ。PAXONはラテン語で「平和」の意味。フロント部分にROMカートリッジスロットとジョイスティック端子があり、ROMゲームを遊ぶ分には「ファミコンテレビC1」のような使い方ができる。またカセットテープで供給されるゲームソフトを動かすために、チャンネルに並んでCLOAD、RUNボタンがある。BASICを使う場合は別売のキーボードが必要。PCT-50がRAM 16KB、PCT-55がRAM 32KB。
- 三菱電機 - ML-8000、Let us（レタス）シリーズ
- 松下電器産業（現パナソニック） - キングコング CF-2000、CF-2700、CF-3000、CF-3300、CF-1200、FS-1300、FS-4000
  - ナショナルブランド。CF-2700、CF-1200、FS-1300は同一筐体。CF-3000はセパレートタイプ。同3300はFDD搭載型。FS-4000はワープロソフトおよび熱転写プリンター内蔵。
- 日本楽器（現ヤマハ） - YIS（ワイズ）シリーズ、CXシリーズ
  - YISはAV機器、CXは楽器の流通で販売された（他に月販事業部からも"YIS-MAN"という機種の発売が予定されていたが発売されなかった）。筐体色以外はほぼ同一の仕様。オプションで専用スロットにFM音源とMIDI端子を搭載可能。
  - 当時一世を風靡していたシンセサイザDX7等との連動が最大の売り。通常スロット・専用スロットの他に、背面にスロットコネクタ増設用端子がある。筐体の大半はミツミ電機製。
  - 日本楽器は全メーカー中最初にMSX参入を公式発表しており、筐体写真の発表もこのシリーズが全機種中最も早かった。当時の雑誌でも、同社のCX-5、YIS-303、YIS-503がMSXシステム1号機として紹介されている[6]。通常(のROMカートリッジ)スロットには、自動演奏データを読み取る「プレイカードプログラムカートリッジ」、グラフィックス作成用「グラフィックスプログラムカートリッジ」、RS-232Cインターフェースが装備された「テレコムカートリッジ」が予定されていた[7]。
- 三星電子（サムスン。韓国、日本国内での発売は無し） - 三星ポスコム SPC-800
  - MSX-BASIC 1.0を拡張したハングルBASIC 2.0を搭載。BASICは大宇電子と同じQnix社の供給を受けているため、同じブランド名が使用されている。
- 大宇電子（デーウー。韓国、日本国内での発売は無し） - 大宇ポスコム DPC-100、DPC-180、DPC-200
  - デーウーのMSX1は「大宇ポスコム IQ-1000」のブランド名で展開された。この名称はMSX systemのコピーライト画面にも表示される。
  - DPC-100、DPC-180は廉価モデルで外見がYIS-303に酷似している。ホビー色が強く本体カラーが7色のバリエーションで販売された。両機種の違いは内蔵のRAM容量で16KBと32KB。
  - DPC-200はRAMを64KB搭載したフラッグシップモデル。周辺機器で外付けFDD（PDF-510）も用意された。
  - デーウーは、この他にもキーボードを省略したゲーム専用MSXを販売していた（詳細は「Zemmix」を参照）。
- 金星電子（ゴールドスター。現LGエレクトロニクス、韓国、日本国内での発売は無し） - FC-80、GFC-1080
  - スプレッドシートのパソカルクがロム内蔵。ソフト単品は1984年トカイクリエイションから発売、ロムカセット、9800円
- Al-Alamiah（アラブ諸国、日本で生産され輸出されていた。日本国内での発売は無し） - AX-170

シャープも1983年7月にMSXへの参入を発表するが、ブラジル法人が現地向けにMSX1「HOTBIT」 HB-8000などを発売したのみに終わっている。

## MSXへの参入を検討したメーカー
- 新日本電気/NECホームエレクトロニクス（現・日本電気、NECグループ各社）
  - 1983年6月16日のMSXの発表会にNECのパソコン部門の責任者が出席して挨拶している。なお、同社のPC-6000シリーズとはカートリッジスロットや、ジョイスティックポートの信号配置やVDPを除くI/Oマップ・文字コード等に類似点が見られる。